# Sumo ai Giochi mondiali 2022
Le competizioni di sumo ai Giochi mondiali 2022 si sono svolte dal 9 al 10 luglio 2022 al Boutwell Auditorium di Birmingham in Alabama, negli Stati Uniti d'America. L'evento era originariamente stato calendarizzato nel luglio 2021, ma i Giochi mondiali sono stati riprogrammati per l'anno successivo a seguito del rinvio dei Giochi olimpici estivi di Tokyo 2020, dovuto all'insorgere dell'emergenza sanitaria causata dalla pandemia di COVID-19.

## Podi

### Uomini
| Specialità              | Oro                 | Argento              | Bronzo              |
| Pesi leggeri (dettagli) | Abdelrahman El-Sefy | Demid Karachenko     | Sviatoslav Semykras |
| Pesi medi (dettagli)    | Vazha Daiauri       | Shion Fujisawa       | Aron Rozum          |
| Pesi massimi (dettagli) | Hidetora Hanada     | Daiki Nakamura       | Rui Júnior          |
| Openweight (dettagli)   | Daiki Nakamura      | Baasandorjiin Badral | Oleksandr Veresiuk  |

### Donne
| Specialità              | Oro               | Argento           | Bronzo           |
| Pesi leggeri (dettagli) | Yuka Okutomi      | Miku Yamanaka     | Magdalena Macios |
| Pesi medi (dettagli)    | Sakura Ishii      | Karyna Kolesnik   | Monika Skibra    |
| Pesi massimi (dettagli) | Svitlana Yaromka  | Ivanna Berezovska | Airi Hisano      |
| Openweight (dettagli)   | Ivanna Berezovska | Hiyori Kon        | Svitlana Yaromka |

## Medagliere
| Posiz. | Nazione  | Oro | Argento | Bronzo | Totale |
| ------ | -------- | --- | ------- | ------ | ------ |
| 1      | Giappone | 4   | 4       | 1      | 9      |
| 2      | Ucraina  | 3   | 3       | 3      | 9      |
| 3      | Egitto   | 1   | 0       | 0      | 1      |
| 4      | Mongolia | 0   | 1       | 0      | 1      |
| 5      | Polonia  | 0   | 0       | 3      | 3      |
| 6      | Brasile  | 0   | 0       | 1      | 1      |
| Totale | Totale   | 8   | 8       | 8      | 24     |